# 帝国南極横断探検隊

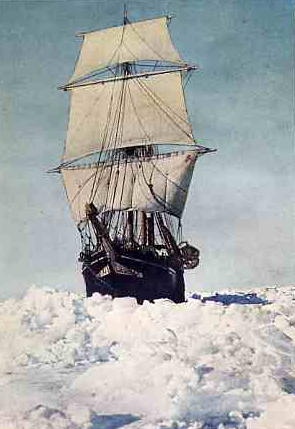
航海するエンデュアランス号（1915年頃）

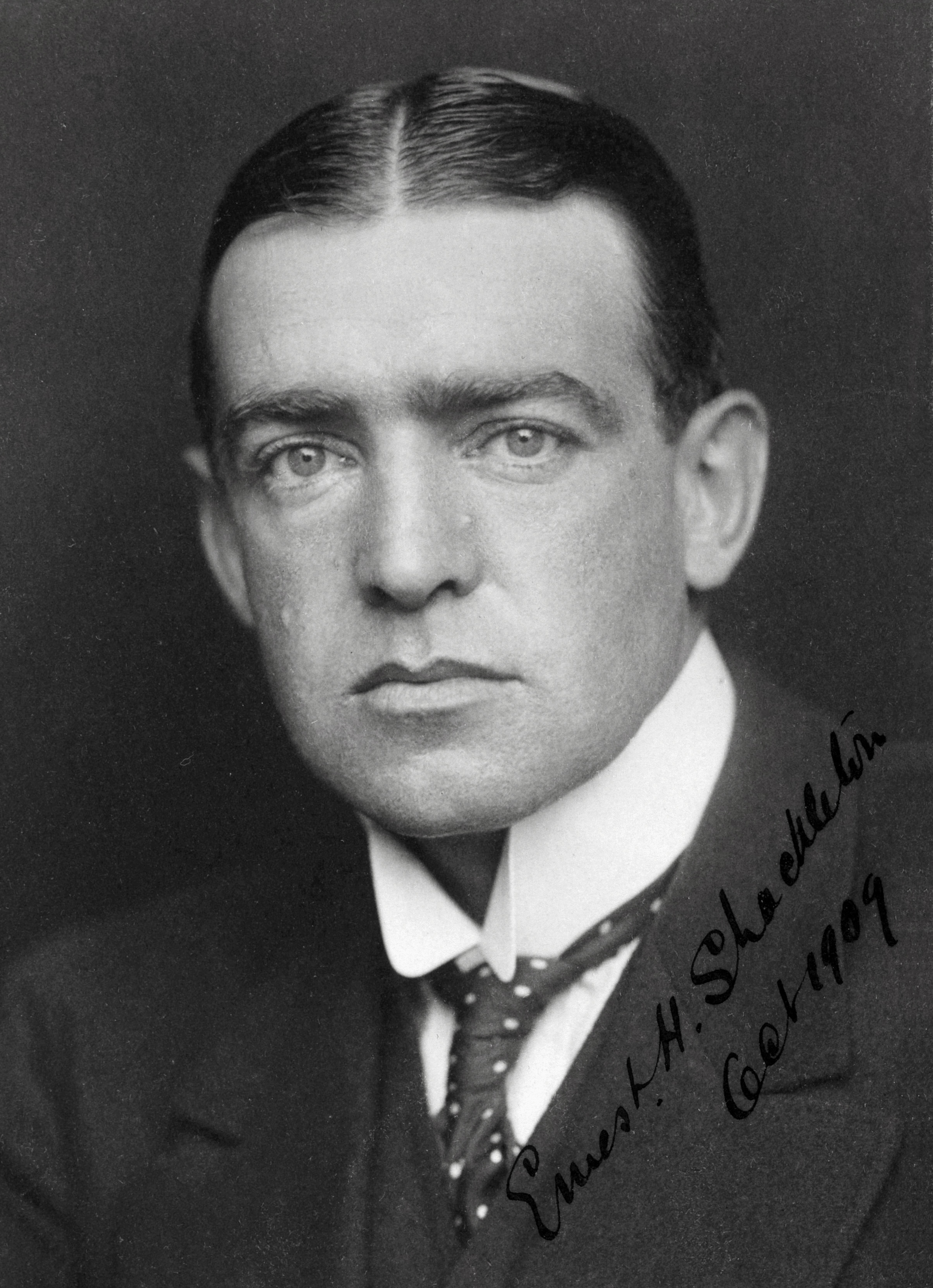
アーネスト・シャクルトン

帝国南極横断探検隊（英文表記: Imperial Trans-Antarctic Expedition。Shackleton's Expedition、The Endurance Expeditionとも。1914年8月9日〜1917年）は、イギリスが20世紀中に派遣した南極探検隊のうち、4番目の探検隊である。南極大陸の初横断を目指し、失敗した。この探険は、文明圏から何千マイルも離れた地で探検隊の船が難破したあと、隊長であるアーネスト・シャクルトンとその隊員達が英雄的な努力によって南極から生還したことで有名である。数々の書籍が出版され、映画・ドキュメンタリー映像作品も制作された。
摂氏マイナス37度の寒さと乏しい食料の中、南極圏で28人が実に22ヶ月もの間を耐え忍んだ。最終的に、シャクルトン以下6名の乗組員が全長僅か7メートルの救命艇に乗って、南極海を1,500キロメートル航海した。その数ヶ月後、シャクルトンは残された全ての乗組員を救出しに戻り、一人の命も落とすこと無く全員が生還した。
探検当時は船舶無線が実用化されてはいたが、探険地が遠すぎて通信は不可能であった。更にイギリスは第一次世界大戦の真っ最中であり、行方不明になった探検隊の捜索・救出はついぞなかった。この探険の多くの部分は映像で記録されている。

## 背景

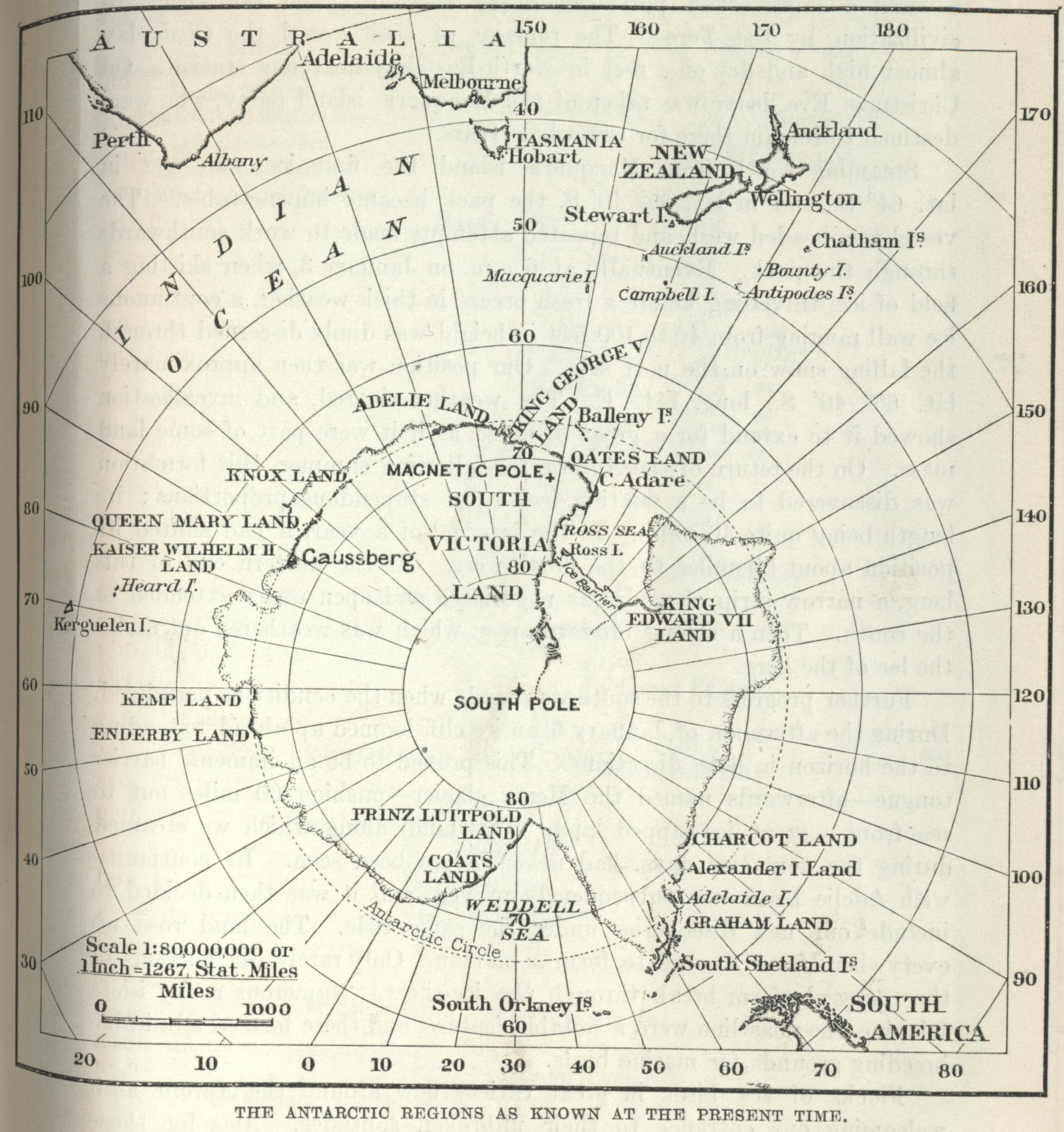
1914年当時に知られていた南極大陸

1911年12月、ノルウェーのロアール・アムンセンが史上初めて南極点に到達した。この偉業はイギリスにとって苦いものだった。全く同じ頃に南極点を目指していたイギリス海軍のロバート・スコットを隊長とする極点遠征隊5人が全員死亡したためである。イギリスは都合10年間「世界の底」へ到達しようと三回も挑戦していたが、僅か35日差でノルウェーに先んじられた。
アイルランド人アーネスト・シャクルトンはこの三回の挑戦中、一つ目の探検隊（ディスカバリー遠征）に参加し、また二つ目の探検隊（ニムロド遠征）を率いていた。特に二つ目の探険では南極点から180km（115マイル）以内へ到達後、食料不足のために帰還した。これは当時の最南端到達記録だったので彼は大変有名になった。旅から戻ると、彼は「『死んだライオン』と結婚するよりも『生きたロバ』と結婚する方が君にとってマシだろう」と言って自分の妻を慰めたとされる。彼は大失敗に終わったスコット隊（テラノヴァ遠征）にこそ不参加だったものの、決意は変わらず、その後新たに、イギリスの国旗を大西洋の南岸ウェッデル海から太平洋の南岸ロス海まで南極点経由で運ぶという同じような挑戦をすることになった。つまり南極大陸の横断である。帝国南極横断探検隊は、アムンセンの南極点到達後では最初にイングランドを出発したイギリス南極探検隊であった。
当時、この偉業に挑んだ探検家は一人だけだった。それはドイツの探検家ヴィルヘルム・フィルヒナーである。彼は1911年、南極横断のために探検隊を率いてウェッデル海へ向かい、ルートポルド海岸と南緯78度でその南端であるヴァーゼル湾を発見した。しかし彼は南極大陸本土に基地を設置することに失敗し、陸上の行程を断念してヨーロッパへ帰還せざるを得なかった。
シャクルトンの立てた計画は、自ら率いる探検隊でヴァーゼル湾に向かいそこから大陸横断を始める一方で、別働隊に物資をロス棚氷へ運ばせて、3000kmの大陸横断行に要する物資集積所を設置させる、というものである。結果から言うと、シャクルトンの探検隊とロス海支隊のどちらも、途中で遭難した。二つの隊のうち「エンデュアランス号」でウェッデル海へ向かったシャクルトンの物語の方がよく知られている。

### 科学上の目的
南極大陸を横断することに加えて、シャクルトンは道すがら科学的調査も実施できるだろうと考えていた。主な調査計画は以下のとおり。
- ヴァーゼル湾周辺における南極の野生の観察
- 大陸の起源の解明に向けて、グラハムランドとエンダービーランド両方の地質学的調査と、ビアドモア氷河の追加調査
- 両方の探検隊で、水界地理学的（Hydrography）な観測

### 探検の準備と資金援助
シャクルトンは数々の出資者に探検への出資を懇請した。最大の出資者はジェームズ・キー・ケアードであり、2万4千ポンドを寄付した。他の主な出資者としてはイギリス政府から1万ポンド、王立地理学協会から1千ポンド、他にタバコ産業界の実力者の娘だったジャネット・スタンコーム＝ウィルス、バーミンガム・スモール・アームズ社のダドリー・ドッカーらが名を連ねている。イギリス中の多くの学校も探検隊に資金を寄付し、それぞれの学校の名称は、探検隊のソリ犬の名前になった。
探検隊への関心は非常に大きく、シャクルトンは実に5000を越える参加申込を受けた。シャクルトンは必要だった2隻の船を入手し、最終的に選抜された56名は2つのグループに分けられた。ウェッデル海へ向かうエンデュアランス号と、ロス海支隊のオーロラ号である。

## シャクルトンのウェッデル海探検

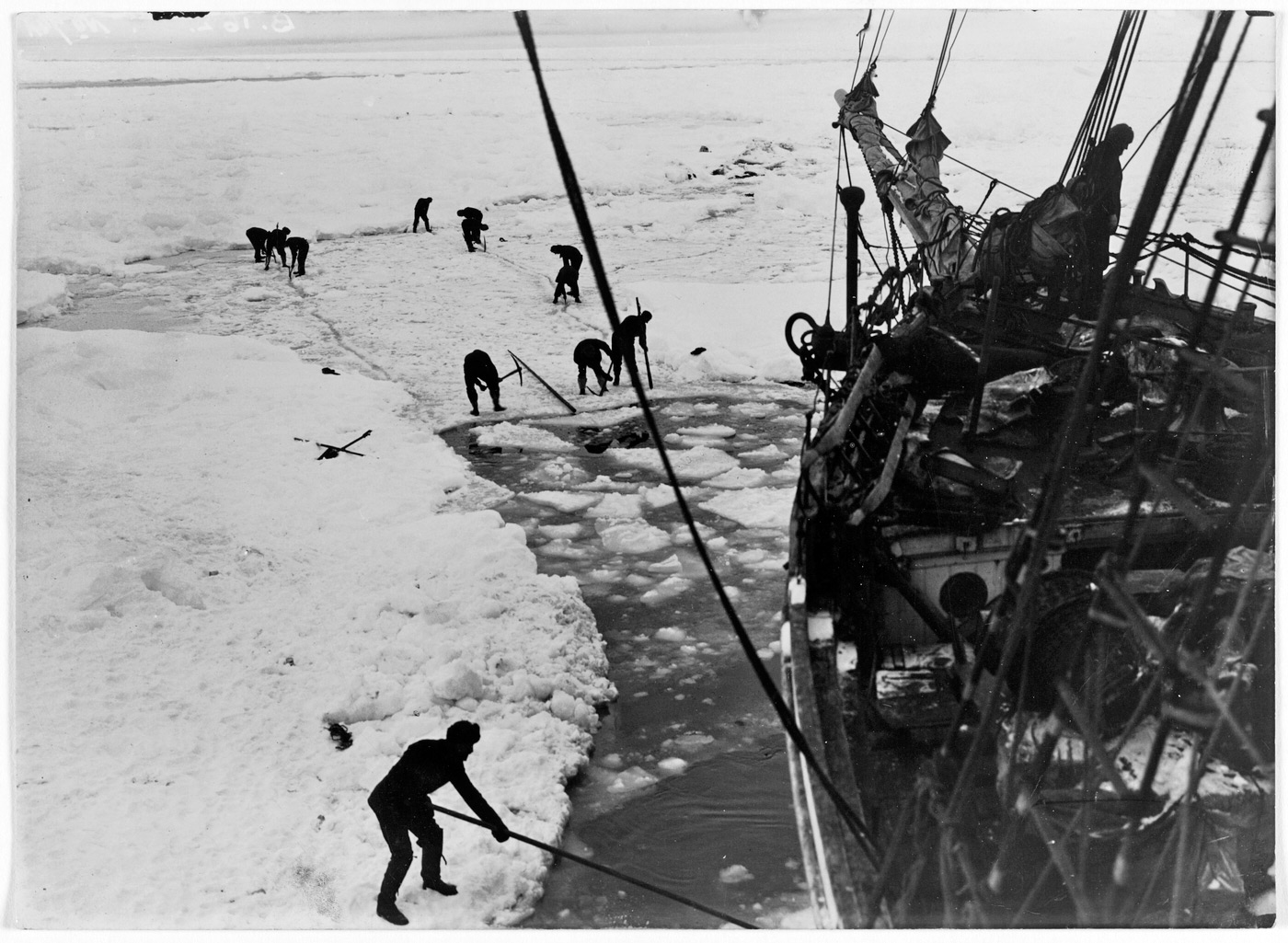
囲んでいる氷から船を解放する作業

エンデュアランス号は1914年8月9日にプリマスを出発し、ブエノスアイレスに短期間停泊した後サウス・ジョージア島のグリトビケンを訪れ、最終的に12月5日、28人の乗組員と共に南極大陸の海岸へと出発した。順調に進み、探検隊は新年直前に南極圏の流氷と遭遇したが、シャクルトンはエンデュアランス号が流氷の比較的開けた場所を巧みに通過した、と書いている。1月10日には、探検隊は高さ30mある巨大な氷壁に到着した。これは南極大陸沿岸のコーツランドを覆っており、1904年にこの領域を訪れた最後のイギリスの探検家であるウィリアム・スピアーズ・ブルース博士により発見され命名されたものである。2日後、探検隊は南緯74度でこれを通過し、目的地であるルートポルド海岸のすぐ北にある未踏の地へ移動した。シャクルトンは新たに発見したこの海岸線を探検隊の最大出資者ジェームズ・キー・ケアードに因んでケアード海岸と名付けた。
1月に入ってからは、航路を海氷に阻まれ船の進行は大きく遅れた。最終的には1月17日頃に前進したのが最後となり、以後は周囲を氷で閉ざされた。それからの数週間は、数百ヤード先で氷が開けるのが見られたり、また船体周辺の氷が少しの間緩んだりすることもあったが、ほとんどの間海氷で身動きが取れなかった。船を解放する努力も無駄に終わり、1915年2月末頃には計画を変更して船で越冬することとした。

### エンデュアランス号の漂流と座礁

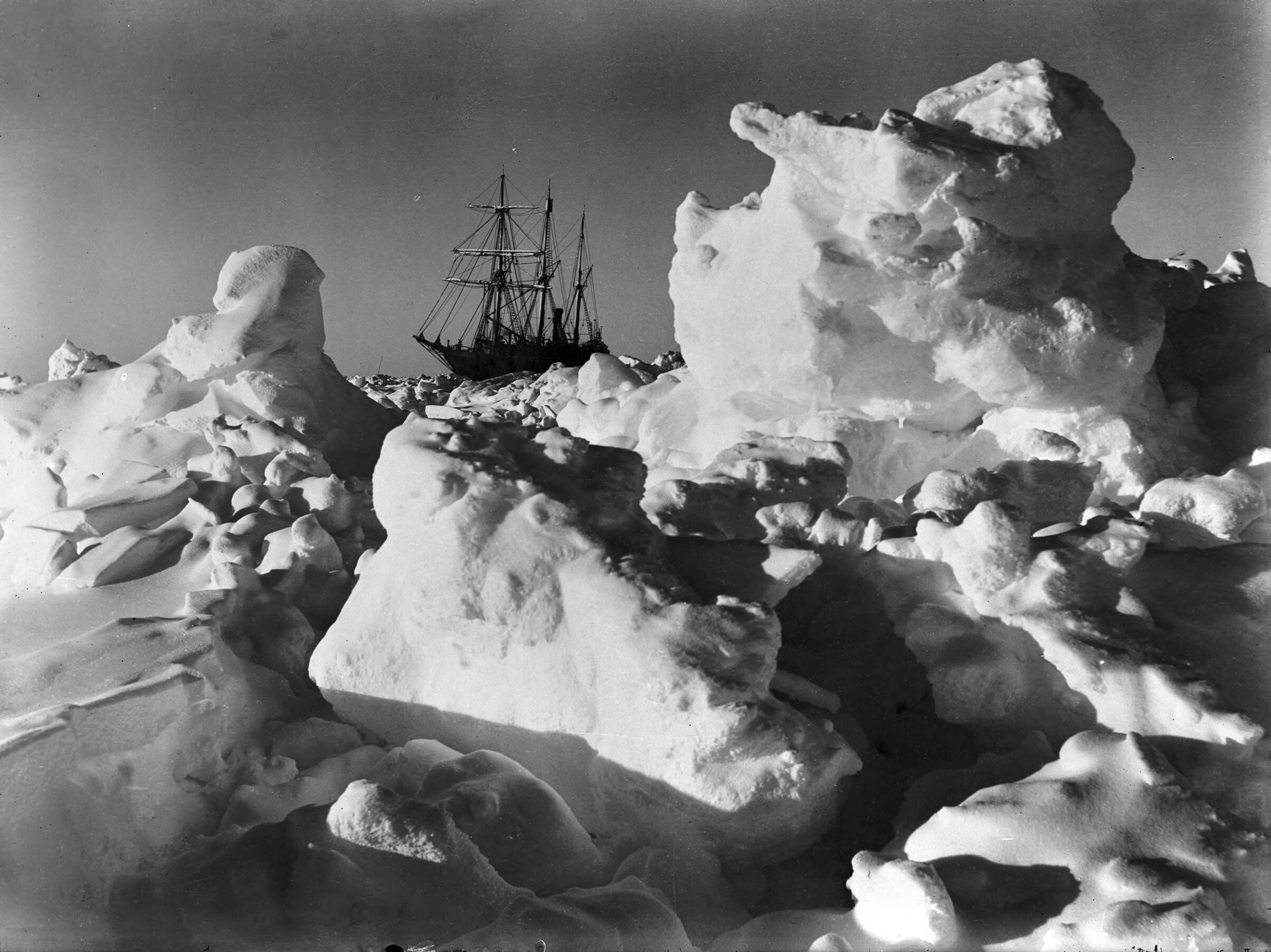
エンデュアランス号。凍結したウェッデル海のでこぼこの表面に囲まれている。海氷は水平方向の圧力により自らの上に乗り上げて圧力隆起を形成する。ここに見られる通り高さは3メートル以上に及ぶ。

海氷のため航行不能という状況は、今となっては絶望的に見えるかもしれないが、後にシャクルトンが書いたものに拠ると、彼は船が動けないことは当初深刻に捉えていなかった。彼は船を取り巻く氷が問題になるかも知れないとわかっていた。しかしその一方で極地の船が氷に閉ざされても、最後は解放されることも割とよくあると知っていた。初めの頃シャクルトンが唯一悔やんでいたのは、南極の次の春に陸上探検を開始する際にもっと都合がよかろうと思われる場所へ、船を早いうちに泊めておかなかったことだった。
しかし「潮流は船を確実に氷と一緒に西か北へと押しやる」と思われた。ほどなくそうした懸念は現実のものとなった。氷に閉ざされている間、エンデュアランス号の船長フランク・ワースリーが海図に記録していた探険の進路(下の地図参照)によると、船は2月には僅か数マイル流されただけだったのに、それ以後の流氷は北上を速め、エンデュアランス号をルイトポルド海岸から遠くへ遠くへと引き離した。このためシャクルトンは次の季節に大陸を横断するという野望は早々に捨てた。しかし、最後には戻るという望みを抱いていた。

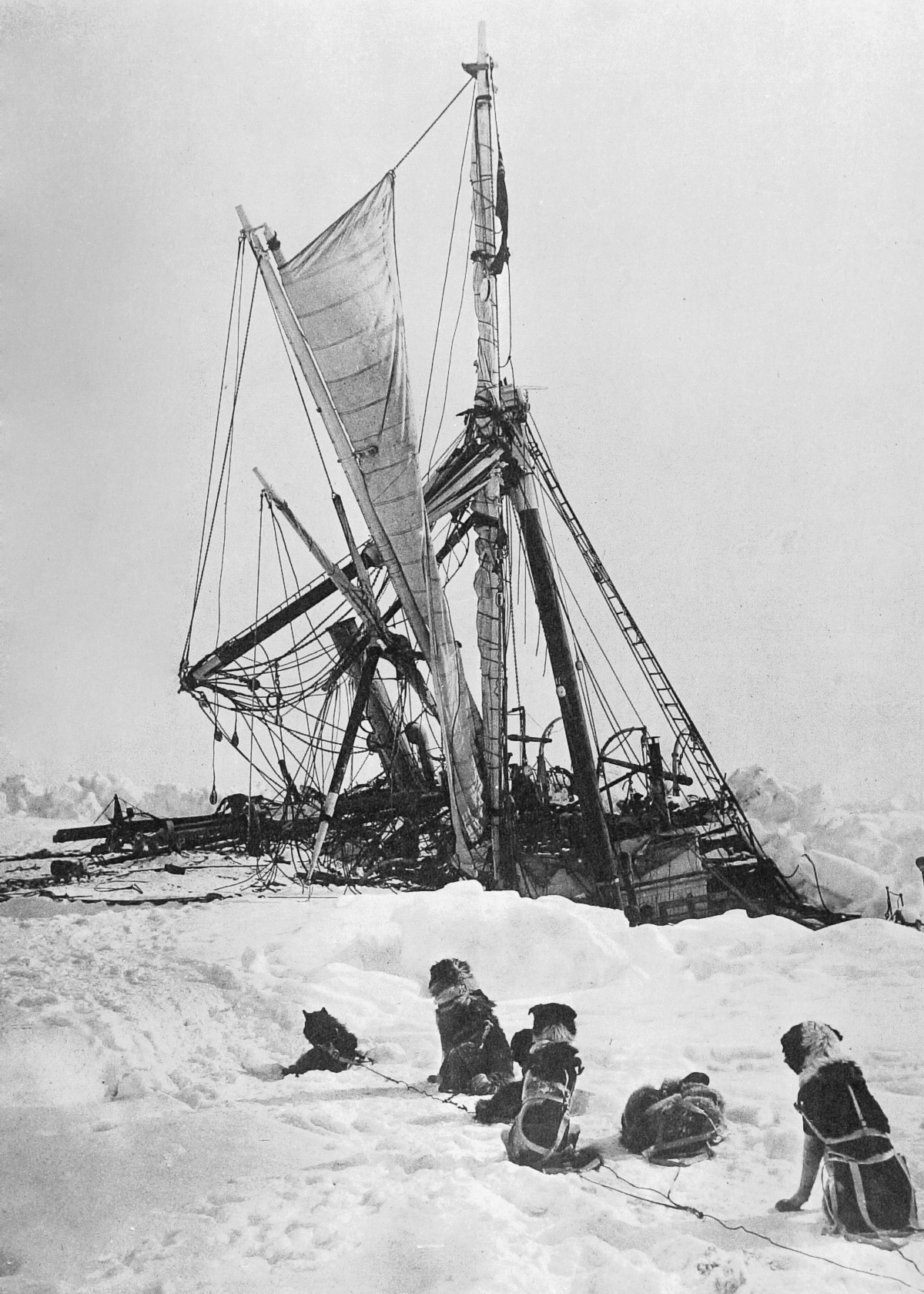
ウェッデル海の底へ沈みゆくエンデュアランス号を見届けるソリ犬

1915年5月、南極の太陽が冬前最後となる日没を迎え、エンデュランス号を閉じ込めていた浮氷の広さは、その時点でおよそ数平方マイルに広がっていた。当初は冬が緩むか最悪でもウェッデル海の北端まで流される頃には氷は割れるだろうと推測されていた。しかし南極の春が近づき、やがて実際に訪れるにつれて、氷から解放されるのはそれほど容易では無いことが明らかになった。
氷が割れるにつれて、巨大な浮氷はばらばらになっては集まることを繰り返し、乗組員の力ではどうにもできない巨大な力で押し寄せてきた。早くも7月には、シャクルトンは船長のワースリーに、エンデュアランス号は氷から脱出する前に壊されてしまうに違いないと伝えた。エンデュアランス号は当時の極地船としては大変頑丈に出来ていた。しかし10月24日、船の右舷は大きな浮氷に強く押し付けられた。氷による船体側面への圧力は増大し続け、ついに船体は曲がって裂け始めた。続いて氷の下から海水が船へ流れ込んできた。船の肋材が折れた時は物凄い音が立ち、後に乗組員は「大きな花火の爆発と砲撃」のようだったと述べた。その後乗組員は海水をポンプで排出しようと休まず試みたが、数日後の10月27日にはシャクルトンは船の放棄を決断した。
その後の数週間のうちに、乗組員達は船から出来る限りの物を運び出した。当初は置き去りにされた写真やカメラがこの時に運びだされたことは特筆すべきことである。一部が浸水し氷に圧迫され続けていた船は、もはや沈没を逃れられないのは明らかだった。そして1915年11月21日、南緯69度00分、西経51度30分の地点において、エンデュアランス号は氷の下へ沈んでいった。
エンデュアランス号の船体は2022年3月、フォークランド海洋遺産財団の調査チームが、沈んだ場所から数キロメートル離れた、南極半島東方の深度3008メートルの海底で発見された。

### 犬ぞりの試み

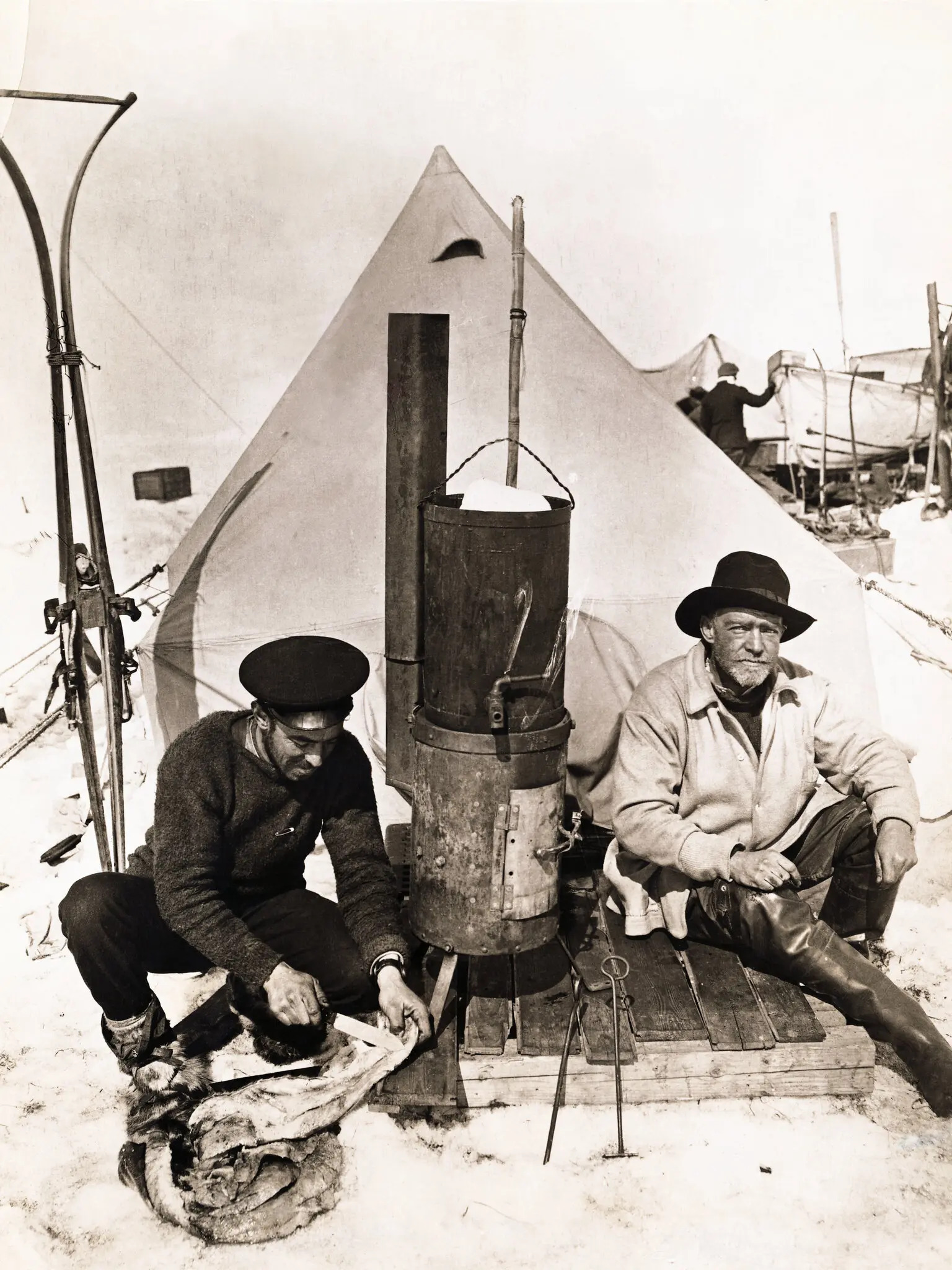
キャンプでのフランク・ハーレーとアーネスト・シャクルトン

船の物資無しでは、計画されていた探検を続けるのはもはや不可能である、今や主たる目的はイギリスへ帰還することそのものになった、とシャクルトンは周知したので、彼は当初、乗組員をポーレット島へ向かわせようと計画した。同島は、15年前に付近でスウェーデンの探検隊の船が沈んだ際、避難先とされたことがあったのだ。彼はこの島が西へわずか450km行ったところにあると信じており、その程度の距離なら十分到達可能と思われた。彼らは元々、南極大陸全体を横断するに足りるだけの物資を持っていたからである。

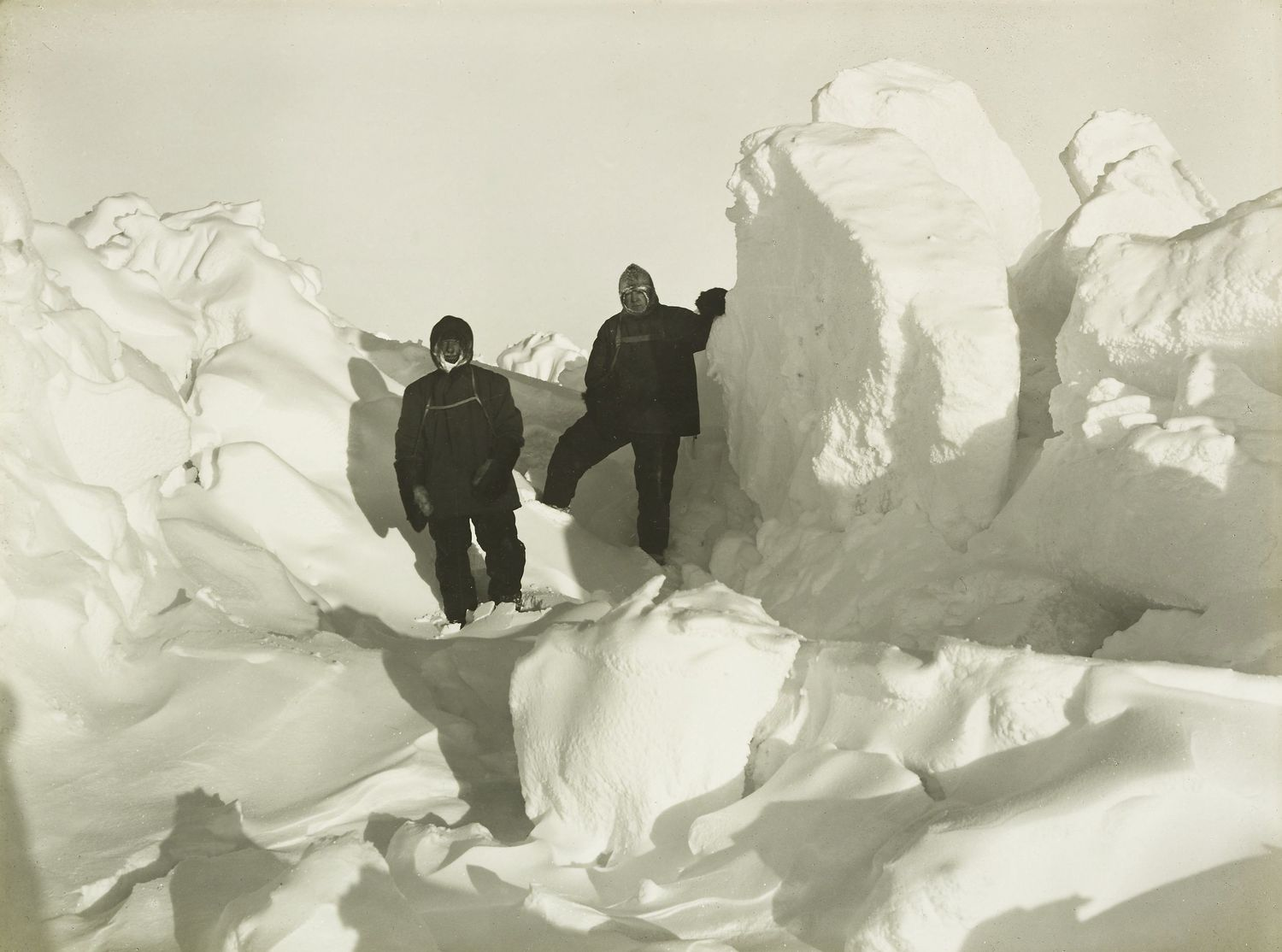
氷の中の水平方向の圧力によって、捻じ曲げられた氷は自身の上に積み上がり、ここに見られるような「圧力隆起」を形成する。

しかし、いざ旅を始めてみるとすぐさま問題が噴出した。救命艇と物資を曳いて行けるような平らな地表がなかったのである。海氷の表面に水平方向の圧力が加わると、海氷は捻じ曲げられて上へと積み上がり、大きな圧力隆起(写真参照)を形成し、その高さはしばしば3メートルに及んだ。更に気候が暖かくなり海流が探検隊の位置を北へと押しやるようになると、流氷は薄くなって亀裂を生じ始め、犬ぞりでの移動の危険性は増した。
シャクルトンは二回にわたって探検隊を陸へ進ませようとしたが、慎重に進んだため速度が遅過ぎた。ある時は7日間で僅か18kmしか進めないこともあった。もはや必要な距離を移動するための物資も無くなったことから、シャクルトンは当初の決定を取り消し、探検隊員達は氷上にテントを張ってキャンプすることとした。物資不足の原因は、探検隊の負担を軽くしようとしたためとはいえ、船荷の多くを船に置き去りにして来ていたことにあった。物資不足を受けて、一行は後々に備えて持参の保存食には手を付けず、アザラシやペンギンを主要な食料とした。また、あらゆる燃料をアザラシの脂肪で賄った。しかしその後、氷上のアザラシやペンギンはどこかへと消えてしまったため、食料の割り当ては対応して減らされ、最終的にソリ犬すら食料とした。

### エレファント島へ向けた救命艇での道程
1916年4月9日、浮氷が裂けて隊のキャンプが二つに分断されたので隊員達は全員救命艇に乗り移り、結果的に移動力が増した。これにより隊員達を島へ向かわせることが可能になった。これならいつか助かると確信しつつ、シャクルトンはどこへ向かうべきか、可能な選択肢を検討した。最良の候補地は300キロメートル西方にあると思われるディセプション島だった。そこには難破した船員のための救難物資だけでなく、木造の小さな教会があるはずだったので、探検隊の大工がこれを解体すれば救命艇を改良するのに使えると思われた。他の候補地としては、3月頃には水平線上に現れたエレファント島とクラレンス島もあった。しかし覆いの無い救命艇は氷上でのキャンプに比べてはるかに過酷な環境だった。救命艇ではアザラシの肉や脂肪はおろか、氷でさえも手に入れるのが困難だったのである。また夜の気温は摂氏マイナス30度まで低下し、隊員達は常に海水でずぶ濡れだった。多くの隊員が凍傷にかかり、士気はかつてなく低下した。このためシャクルトンは最も近いエレファント島へ向かう他に選択肢はないと考え、7日後には彼らはエレファント島に到着した。

### ジェームズ・ケアード号の船旅

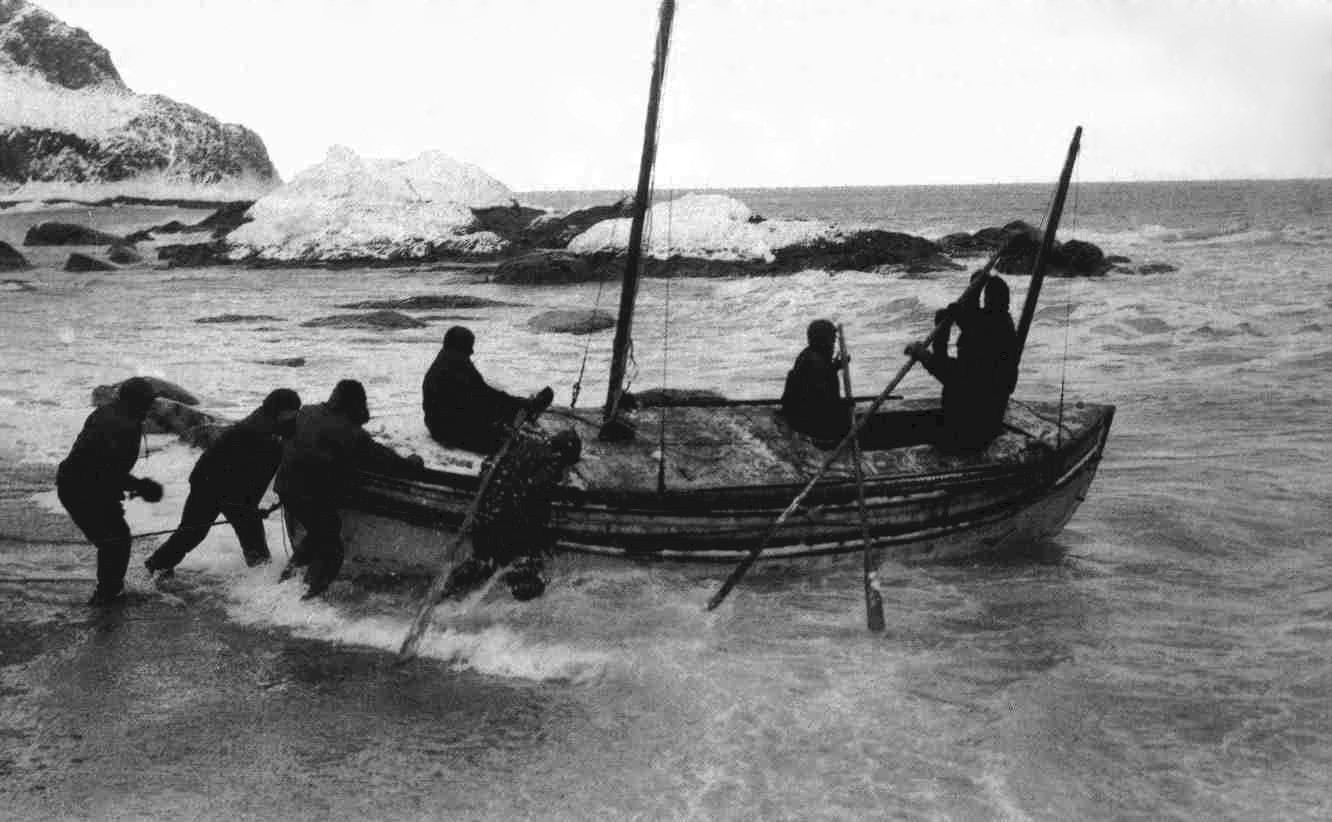
エレファント島の岸辺よりジェームズ・ケアード号 の船出（1916年4月24日）

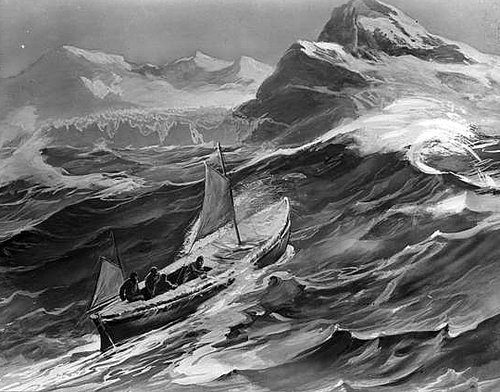
サウス・ジョージア島に近付くジェームズ・ケアード号

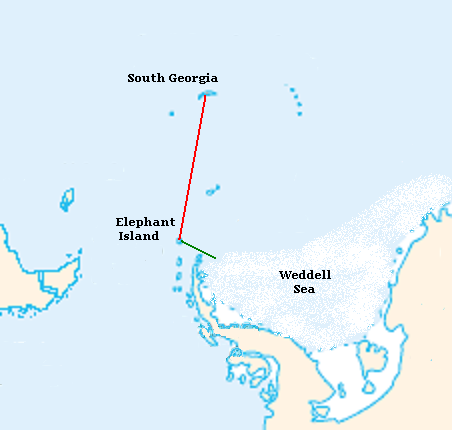
緑の直線はエレファント島までの、赤い直線はエレファント島からサウス・ジョージア島までの行程を示す。

エレファント島は剥き出しの岩や雪、氷でできた完全に不毛な土地で、救助を待つには適さない場所であった。島の海岸部にはアザラシやペンギンが比較的豊富に生息していたものの、どの位もつかは予測しづらかった。急速に迫りつつある南極圏の冬という懸念材料に加えて、島は探検隊が元々計画していた進路からかけ離れており、付近に他の船が通る通常航路もなかった。従って救援であれ何であれ他の船に出会える可能性は恐ろしく低いと考えられた。よって、今すぐ救命艇に毛の生えた程度の船で1,500km航海し、サウス・ジョージア島へ引き返さねばならないことははっきりしていた。ジェームズ・ケアード号の船旅は、かくして敢行された。

シャクルトンが僅か7mのボートで渡るその海は、世界でも最も苦難に満ちた海域に属すると評されている。シャクルトンは後にこの地域の暴風は殆どやむことが無かったと書いている。
シャクルトンがエレファント島を出発した位置は南緯61度にあるドレーク海峡の南側境界であり、目的地は南緯54度にあるサウス・ジョージア島である。ジェームズ・ケアード号の乗組員は正に狂う50度のど真ん中に置かれることとなった。シャクルトンは4週間分以上の物資を船に積むことは拒否した。なぜなら、それまでに陸地に着いていなければ、船は間違いなく壊れているからである。シャクルトンと乗組員達は、最も近い陸地から何百マイルも離れた海上で、船の全長と同じくらい高い波と常時戦うこととなった。
出発の準備に当り、シャクルトンはサウス・ジョージア島へ同行する船員を選抜した。一方の手（訳注：半舷直？）としてティム・マッカーシーと経験豊富な航海士で勲章を受けた探検家のトーマス・クリーン、もう一方の手をジョン・ヴィンセントと探検隊の大工であるハリー・マクニーシュとした。ハリーは以前トラブルの原因となったことがあったため、シャクルトンは彼を敢えてエレファント島に残したくなかったようだ。ハリーは船の改良にすぐに取り掛かった。舷側を高くし、竜骨を補強し、木材とカンバスで間に合わせの甲板を作り、油絵の具とアザラシの血で防水処置を施した。航法という難しい仕事はフランク・ワースリーに託された。正しい航路を維持することは最重要課題であった。目的地を見失えば一行は確実に破滅するからである。悪天候と時化による大きなうねりにのし掛かられる中での航路の維持は難しく、太陽や月と対比した水平線を観測することが頼りだった。800海里の航程で、天測で航路を読めたのは僅か4回だけだった。
14日後、乗組員達の視界に島が認められた。彼らは旅は成功したと感じ、元気づけられた。未知の海岸線へ夜間に上陸することを避けるため、彼らは沖合に戻って朝を待ったが、その頃にはハリケーン並の強風と共に激しい嵐が吹き始めていた。シャクルトンの乗組員達はこの大嵐と9時間も戦い、翌夕上陸するまで辛うじて海上に浮いていた。しかし他の船はこれほど幸運ではなかった。ワースリーが後に記したところによると、この同じ大嵐により、ブエノスアイレスからサウス・ジョージア島に向かっていた500トンの汽船が沈み、乗員全員が喪われた。

### サウス・ジョージア横断

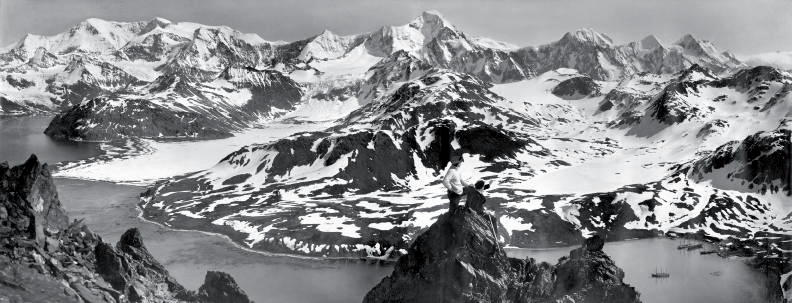
探検隊の写真家フランク・ハーレーが撮影したサウス・ジョージア島内陸部のパノラマ写真。起伏が激しい。

同島の人が住む北部沿岸を航行すると、付近を支配する風で沖へ流される懸念があった。そのためシャクルトンはジェームズ・ケアード号を、風がかなり遮られているキング・ハーコン湾に接岸させることにした。目的地である捕鯨基地にたどり着くには、さらに島の内陸を通って北部海岸を横断する必要がある。しかし、付近の荒地と雪と氷河で覆われた山から成る険しい地形はその当時完全に通行不能であると考えられていた。そうはいっても捕鯨基地の一つへ着かなければならず、結果としてシャクルトンらは史上初めてサウス・ジョージア島を横断することとなった。シャクルトン、ワースリー、クリーンの3人は、他の３人の隊員達をキング・ハーコン湾へ残し、湾からサウス・ジョージア島のストロムネスへ渡った。直線では20マイル程の距離だったが、決して安路では無かった。3人は船の釘をブーツの底に付けて即席のスパイクを作り、テントやまともな装備も無いまま、地図の無い山脈を越えるという重要な任務を推し進めた。36時間後、よろめきながらもストロムネスに着いたシャクルトン達は基地責任者の家へ招かれ、彼らに畏敬の念を抱いた捕鯨船員達に、豪華な食事を与えられた。キング・ハーコン湾に残されていたマクニーシュ、マッカーシー、ヴィンセントの3人も、その翌日に救出された。

### エレファント島
1916年4月末にジェームズ・ケアード号がエレファント島を後にしたとき、そこにはシャクルトンが信頼していた副隊長フランク・ワイルドをリーダーとして22名が残っており、シャクルトンが再び戻ってくる日まで根気良く待ち続けていた。その間さまざまな逆境に立たされた。シャクルトンの記述によると、彼がサウス・ジョージア島に向けて出発する前の二週間、時速70〜90マイルの風が吹き荒み、氷にしっかり繋がれていたテントは暴風によって「ずたずた」に引き裂かれた。最初にエンデュアランス号が氷に捕われた所から1,000マイルほど北上したのに、気温はまだ極めて低かった。ここで生き残るために、残留した隊員達は残された二つの救命艇を屋根として使い、海岸の石を用いて小さな小屋を建てた。テントの残骸はズック壁に作り変えられ、建物を断熱するため側面に雪が積み上げられた。この小屋はよく考えてあったので、頻繁に起る地吹雪や時折吹くハリケーン並の暴風にも見事に耐えた。しかしその一方で天候が良くなると、凍らせて保存していたペンギンやアザラシの肉が溶けて腐り始め、断熱のため積み上げた雪も溶けだして、床が何百ガロンもの塩水で溢れ返った。実際、隊員達は寒い方がいいと思うようになった。

### 救助

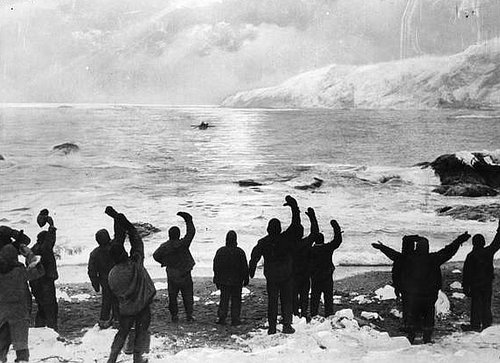
シャクルトンが1916年8月にエレファント島に戻ったとき、残った22名全員が生存していた。

シャクルトンはその後、残してきた隊員達を救出しようと何度も試み、最終的に四回目にして漸くエレファント島へ戻れた。最初の挑戦はストロムネスに到着して僅か3日後だった。使われていなかった「サザン・スカイ号」を港で見つけ、シャクルトンはエレファント島への航行を準備、地域の捕鯨船員達も直ちにこれを支援した。だが運の悪いことに、いざ船が目的地エレファント島へ近付いてみると、南極の冬で浮氷群が大きく成長していた。サザン・スカイ号は砕氷船ではなかったので、シャクルトンはフォークランド諸島のスタンリーへ引き返すしか無かった。
当時のイギリスは第一次世界大戦で疲弊していたため、向こう半年間は公的援助は期待出来ないと告げられたシャクルトンは、南アメリカで救出に向け努力し続けた。二度目はウルグアイ政府から提供された船「インスティテュート・デ・ペスカ1号」を用い、三度目はイギリス人アラン・マクドナルドの援助を得て個人チャーターした「エマ号」を使用した(彼に因んで、後年シャクルトンはある氷河にマクドナルドと命名した)。だが二回目の試みはまたも浮氷により阻まれて、三回目は冬の更なる悪天候に見舞われて、二回の挑戦はどちらも失敗した。しかし遂に、エレファント島を発ってから四ヶ月後の1916年8月末、シャクルトンは四回目の挑戦でルイス・パルドを船長とするチリ海軍の「イェルチョ号」を使い、みごと成功。エレファント島に取り残された22名全員が生還した。

## ロス海支隊

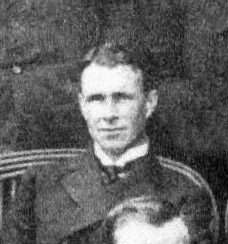
ロス海支隊の隊長、イニーアス・マッキントッシュ

シャクルトン隊がウェッデル海域で苦闘していた頃、ロス海支隊は大陸横断隊の食糧補給所を設置するためマクマード湾へと進んでいた。彼らの船オーロラ号は嵐により沖合に吹き流され漂流して帰ってこられなくなったが、それでも物資を配置するべくロス氷棚を越えて出発した。1916年12月、シャクルトンはエレファント島で隊員達を救出した後、続けて取り残されていたロス海支隊の救出に向かったが、この時点で既に三名が死亡していた。これは、シャクルトンがウェッデル海で遭難したため最早無用となっていた食糧補給所をそれと知らずに設置し終え、避難所に戻る途中のことだった。

## 著名な求人広告
この広告はシャクルトンが製作し、探検隊が編成される少し前にロンドンで発行された新聞に掲載されたと広く考えられているが、この広告が本当にシャクルトンによって書かれたものか異議を唱える人もいる。最近になってある ウェブサイト が広告の原文を探し出した人に100ドルを贈るという賞を設けたが、これまでのところ受賞者はなく、多くの参加者はそのような広告の実在を疑う意見を寄せている。ある応募者によると、この広告は元々1958年に出版された「100の著名な広告(100 Greatest Advertisements)」の著者ジュリアン・ワトキンスにより創作されたものではないかという。そのリストでシャクルトンの広告は第1位とされていたが、ランク入りした他の殆どの項目と異なって、広告原文の写真は添付されていなかったからである。またある応募者は本物の「お報せ」を投稿したが、それは「Geographic Journal」誌にシャクルトンが寄せたもので、数段落分の長さがあった。以上のことに関わり無く、件の広告文はシャクルトンと何らかの関係があるものと世間一般では考えられているため、この探検家に関する多数の資料において、確たる裏付けの無いままこの広告文が言及されている。

## 探検隊の地図と隊員

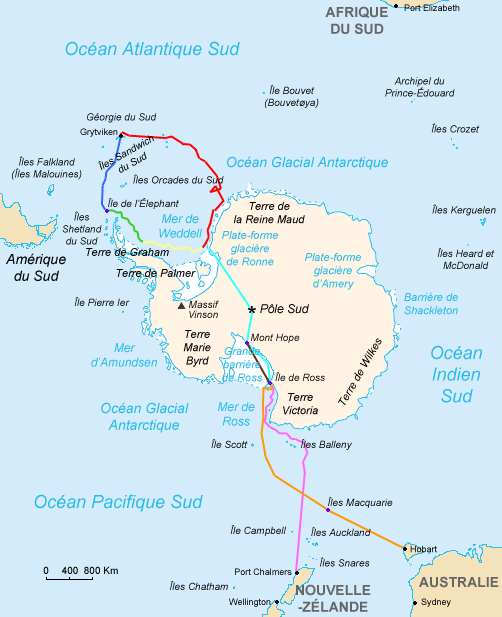
2つの探検隊による旅路。
ウェッデル海探検隊 :
赤 : エンデュランス号の航路
黄 : エンデュアランス号が浮氷に包囲され漂流した航路
緑 : エンデュアランス号沈没後、北へ漂流した浮氷の道筋
青 : ジェームズ・ケアード号によるサウス・ジョージア島への航路
ターコイズ : シャクルトンが計画していた南極大陸横断路
ロス海支隊 :
オレンジ : 南極へのオーロラ号の航路
ピンク : オーロラ号の退路
茶 : 食糧庫の配置

以下のリストは隊員の名前、生没年、役割、国籍の順。
- アーネスト・シャクルトン（1874年〜1922年）、探検隊長 -  アイルランド
- フランク・ワイルド（1873年〜1939年）、探検隊副隊長 -  イングランド
- フランク・ワースリー（1872年〜1943年）、エンデュアランス号船長 -  ニュージーランド
- フランク・ハーレー（1885年〜1962年）、写真家 -  オーストラリア
- ヒューバート・ハドソン（1886年〜1942年）、航海士 -  イングランド
- ライオネル・グリーンストリート（1889年〜1979年）1等航海士 -  イングランド
- トム・クリーン（1877年〜1938年）、2等航海士 -  アイルランド
- アルフレッド・チーザム（1867年〜1918年）、3等航海士 -  イングランド
- ルイス・リッキンソン（1883年〜1945年）、1等機関士 -  イングランド
- アレクサンダー・カー（1892年〜1964年）、2等機関士 -  イングランド
- ジェームス・マッキルロイ（1879年〜1968年）、船医 -  アイルランド
- アレクサンダー・マックリン（1889年〜1967年）、船医 -  イングランド
- ロバート・クラーク（1882年〜1950年）、生物学者 -  スコットランド
- レオナード・ハッセー（1891年〜1964年）、気象学者 -  イングランド
- ジェームズ・ウォーディー（1889年〜1962年）、地質学者 -  スコットランド
- レジナルド・ジェームス（1891年〜1964年）、物理学者 -  イングランド
- ジョージ・マーストン（1882年〜1940年）、画家 -  イングランド
- トーマス・オーデリー（1877年〜1958年）、倉庫管理係・発動機専門家 -  イングランド
- ハリー・"チッピー"・マクニーシュ（1874年〜1930年）、大工 -  スコットランド
- チャールズ・グリーン（1888年〜1974年）、調理師 -  イングランド
- ウィリアム・スティーブンソン（1889年〜1953年）、消防士・火夫 -  イングランド
- アルバート・ホルネス（1892年〜1924年）、消防士・火夫 -  イングランド
- ジョン・ヴィンセント（1879年〜1941年）、船員 -  イングランド
- ティモシー・マッカーシー（1888年〜1917年）、船員 -  アイルランド
- ウォルター・ハウ（1885年〜1972年）、船員 -  イングランド
- ウィリアム・ベイクウェル（1888年〜1969年）、船員 -  アメリカ合衆国
- トーマス・マックロード（1869年〜1960年）、船員 -  スコットランド
- パース・ブラックボロウ（1894年〜1949年）、給仕長（密航者） -  ウェールズ
- ミセス・チッピー、マスコット（雄猫）

## 脚注・参考

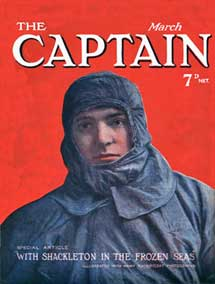
Captain誌1917年3月号。シャクルトンは伝説的な南極探険から帰還し、イギリスの有力誌の表紙を飾った。